# Graphe de Shrikhande
Le graphe de Shrikhande est, en théorie des graphes, un graphe 6-régulier possédant 16 sommets et 48 arêtes, découvert par S. S. Shrikhande.

## Propriétés

### Propriétés générales
Le diamètre du graphe de Shrikhande, l'excentricité maximale de ses sommets, est 2, son rayon, l'excentricité minimale de ses sommets, est 2 et sa maille, la longueur de son plus court cycle, est 3. Il s'agit d'un graphe 6-sommet-connexe et d'un graphe 6-arête-connexe, c'est-à-dire qu'il est connexe et que pour le rendre déconnecté il faut le priver au minimum de 6 sommets ou de 6 arêtes.

### Coloration
Le nombre chromatique du graphe de Shrikhande est 4. C'est-à-dire qu'il est possible de le colorer avec 4 couleurs de telle façon que deux sommets reliés par une arête soient toujours de couleurs différentes mais ce nombre est minimal. Il n'existe pas de 3-coloration valide du graphe.
L'indice chromatique du graphe de Shrikhande est 6. Il existe donc une 6-coloration des arêtes du graphe telle que deux arêtes incidentes à un même sommet soient toujours de couleurs différentes. Ce nombre est minimal.

### Propriétés algébriques
Le groupe d'automorphismes du graphe de Shrikhande est d'ordre 192.
Le polynôme caractéristique  de la matrice d'adjacence du graphe de Shrikhande est : {\displaystyle (x-6)(x-2)^{6}(x+2)^{9}}. Il n'admet que des racines entières. Le graphe de Shrikhande est donc un graphe intégral, un graphe dont le spectre est constitué d'entiers.